# إدريس بن الماحي القيطوني
إدريس بن الماحي الإدريسي القيطوني ، (1327 هـ ـ 1391 هـ / 1909 ـ1971 م) . مؤرخ  و باحث  و أستاذ مغربي .

## سيرته
هو الفقيه العلامة البحاثة النسابة الأستاذ إدريس بن الماحي بن محمد الإدريسي القيطوني الحسني الجوطي الفاسي ، ولد بفاس في 27 شعبان عام 1327 هجرية . درس بالقرويين فحصل على شهادة العَالِـمية بالقسم الأدبي عام  1354 هـ / 1935 م . انخرط في سلك التعليم الرسمي أستاذا بمدرسة أبناء الأعيان ثم بثانوية مولاي إدريس بفاس . عمل بصفوف الحركة الوطنية المغربية فسجن سنة 1944 . التجأ إلى الضريح الإدريسي مع عدد من العلماء الذين امتنعوا عن مبايعة محمد بن عرفة سنة 1953 ، فأخرجوا من الحرم بالقوة و سجنوا بالرباط . توفي يوم الإثنين 25 شوال 1391 هـ بفاس .

## مؤلفاته
كان اهتمام  -إدريس بن الماحي- البحث في تاريخ المغرب عموما و في الأنساب خصوصا . ألف العديد من الكتب و قيد الكثير من الفوائد التاريخية من مؤلفاته :   
- معجم المطبوعات المغربية
- فاس ، دليل تاريخها و ما ألف عنها و ما قيل فيها .
- تقييد في بني مرين
- مجموع فتاوي فقهية
- معجم القراءات بالمغرب ، بالاشتراك مع جماعة من العلماء
- ما تعلق به الغرض من أيام المرض ( شبه مذكرات )